# Eptatretus hexatrema
Eptatretus hexatrema är en ryggsträngsdjursart som först beskrevs av Müller 1836.  Eptatretus hexatrema ingår i släktet Eptatretus och familjen pirålar. IUCN kategoriserar arten globalt som livskraftig. Inga underarter finns listade i Catalogue of Life.